# Al-Hasakah (okrug)
Okrug Al-Hasakah je okrug u sirijskoj pokrajini Al-Hasakah. Po popisu iz 2004. (prije rata), okrug je imao 480.394 stanovnika. Administrativno sjedište je u naselju Al-Hasakah.

## Nahije
Okrug je podijeljen u nahije (broj stanovnika se odnosi na popis iz 2004.):
- Bir al-Helou al-Wardiya (38.833)
- Al-Hawl (14.804)
- Al-Hasakah (251.570)
- Tell Tamer (50.982)
- Al-Arishah (30.544)
- Al-Shaddadah (58.916)
- Markada (34.745)